# Migdałek trąbkowy
Migdałek trąbkowy (łac. tonsilla tubaria)  – jeden z migdałków tworzących pierścień chłonny Waldeyera. Występuje jako narząd parzysty.
Migdałek ten ulokowany jest w ujściu trąbki słuchowej do gardła, po stronie wewnętrznej tego ujścia.
U przeżuwaczy oraz u konia zamiast migdałka trąbkowego obserwuje się jedynie rozproszone utkanie limfatyczne, aczkolwiek u tych pierwszych jest ono bardziej gęste, wywołujące pewne zgrubienie błony śluzowej wyściełającej gardło. Migdałek trąbkowy świni, dobrze rozwinięty, zalicza się do migdałków mieszkowych. Drapieżne nie mają go wcale. U człowieka migdałek trąbkowy leży na wale trąbkowym. Zwykle nie łączy się z migdałkiem gardłowym Może przerastać, upośledzając drożność trąbki słuchowej i zmysł słuchu.